# Pipette à vin

Pipette à vin

Une pipette à vin est un outil utilisé pour prélever le vin dans un fût.

## Historique
À l’origine fabriquée en métal, les pipettes sont aujourd'hui faites de verre ou de plastique.

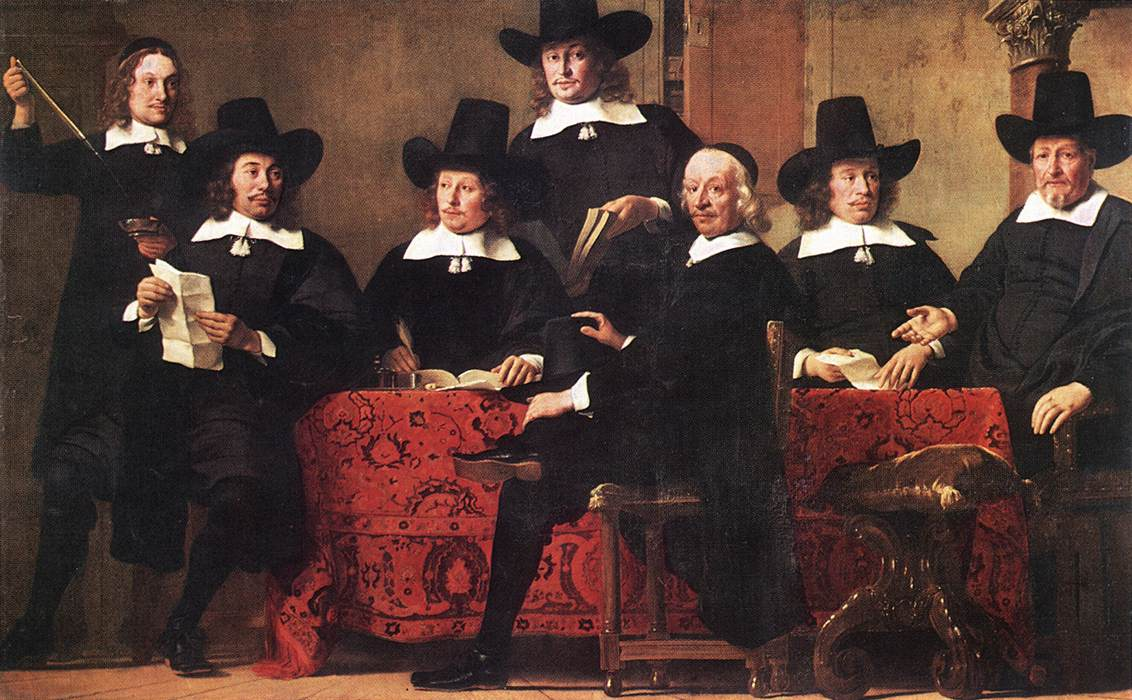
À gauche, le gouverneur de la Guilde des négociants en vin d'Amsterdam, tient une pipette à vin, 1663
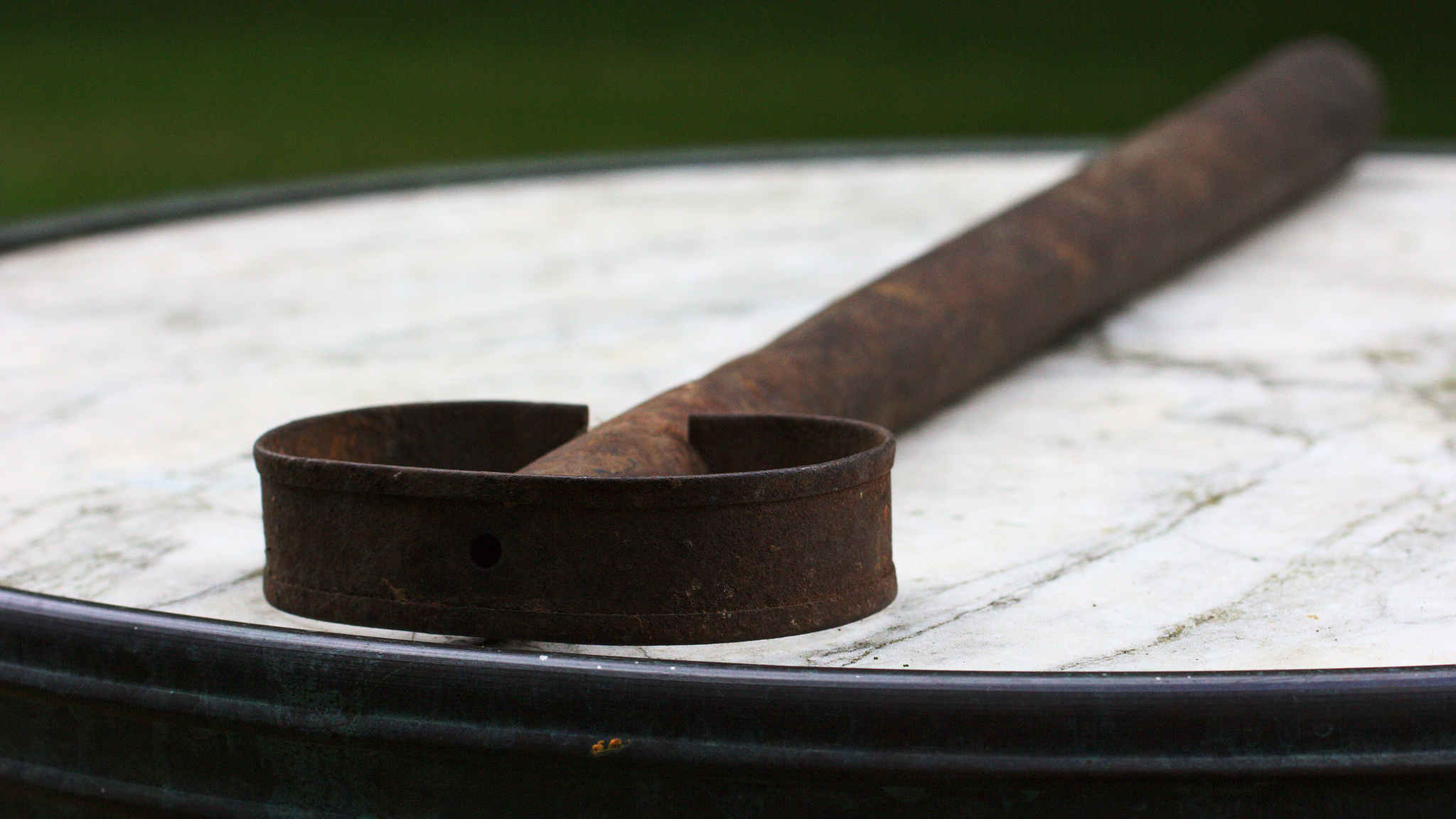
Ancienne pipette à vin en métal (haut)
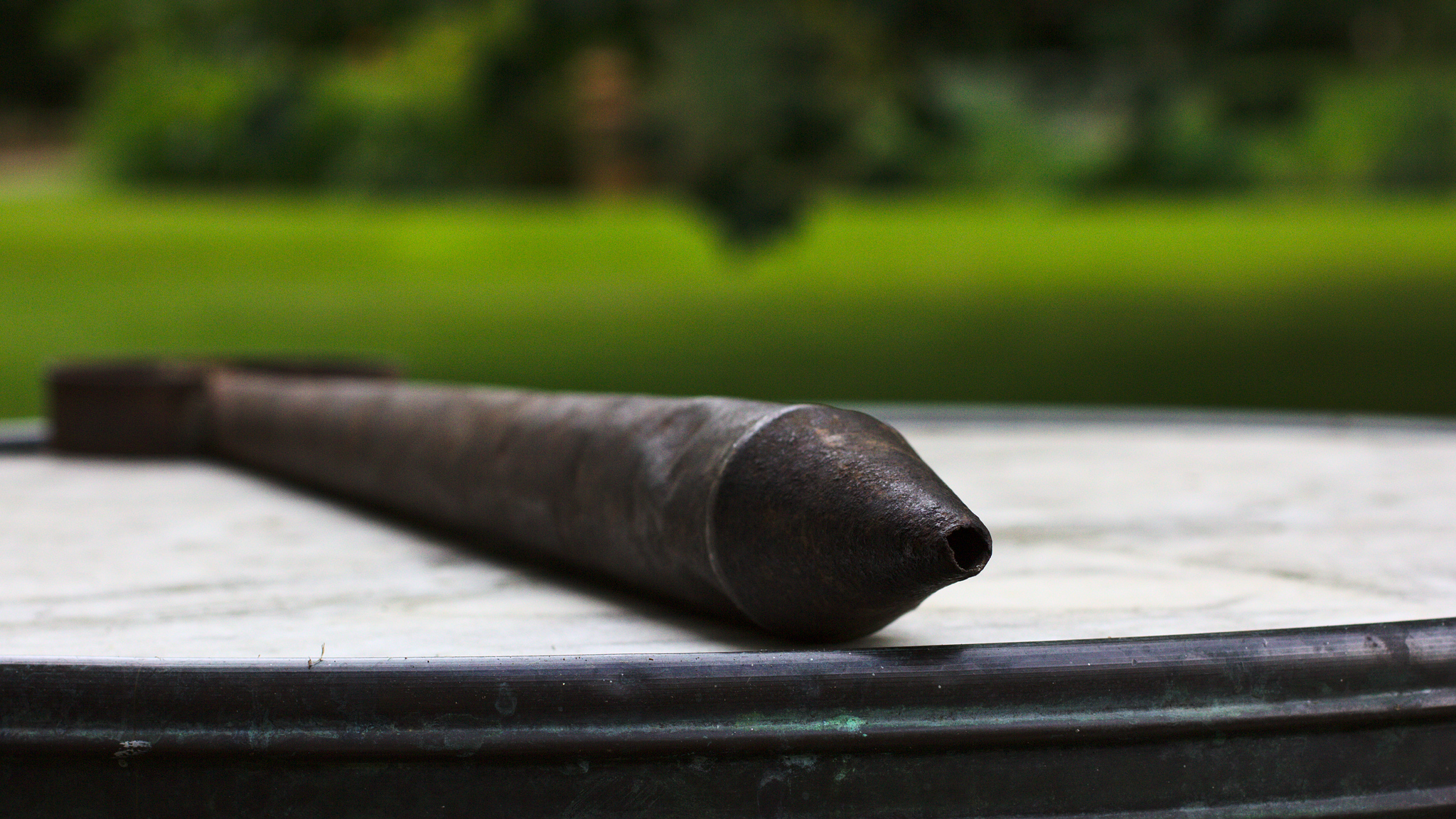
Ancienne pipette à vin en métal (bas)

## Caractéristiques
La pipette est constituée d'un tube et de deux anses permettant la préhension par les doigts, elle peut mesurer de 20 à 60 cm, de manière à pouvoir prélever à différentes hauteurs dans le fût et de à 2 à 4 cm de diamètre. Les deux extrémités du tube voient leur diamètre rétrécir progressivement à 0,5 cm de diamètre environ, et ainsi permettre le bouchage par le doigt. L'extrémité haute peut être recourbée pour faciliter la plonge par le trou de bonde. Les modèles en plastique peuvent être faits de trois parties encastrables, afin de faciliter le nettoyage.

## Utilisation

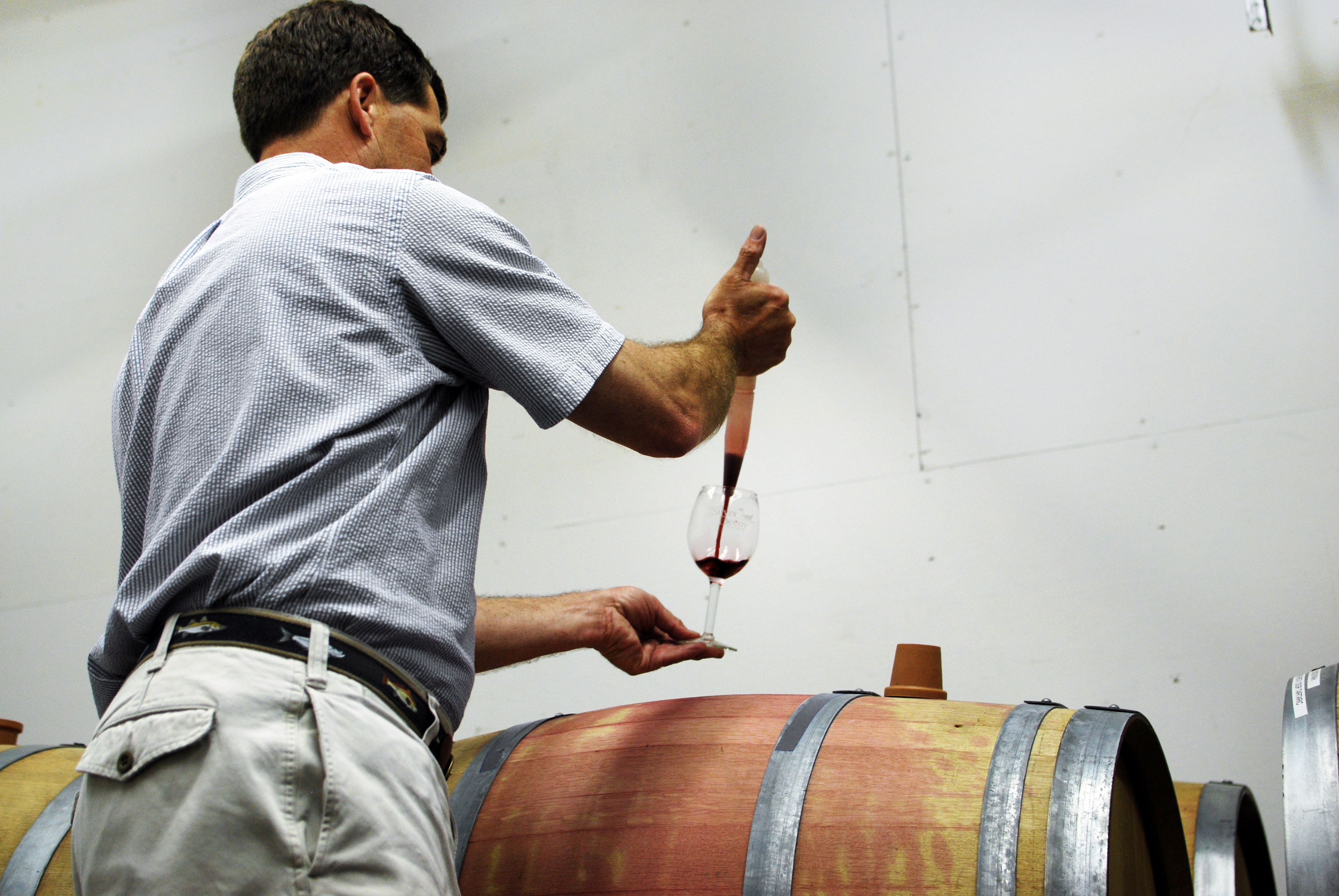
Prélèvement de vin pour la dégustation

La pipette à vin permet de prélever le vin durant son élevage, et permettre sa dégustation en le reversant dans un verre. Elle peut aussi être utilisée pour prélever des échantillons, transférés dans des flacons destinés à l’analyse.